# كريونت (أوبرا)
كريونت (بالإيطالية Creonte) هي عبارة عن أوبرا من فصلين، وأول أوبرا من تأليف دميترو بورتنيانسكي (Dmytro Bortnyansky)، المؤلف الموسيقي الأوكراني، أما النص فمن تأليف الشاعر الإيطالي ماركو كولتيليني (Marco Coltellini)، الذي استند في تأليفه على مسرحية تراجيدية بعنوان «أنتيغون» (سوفوكليس، عام 441 قبل الميلاد).
وقد عُرضت الأوبرا لأول مرة في مسرح سان بينيديتو في البندقية سنة 1776.

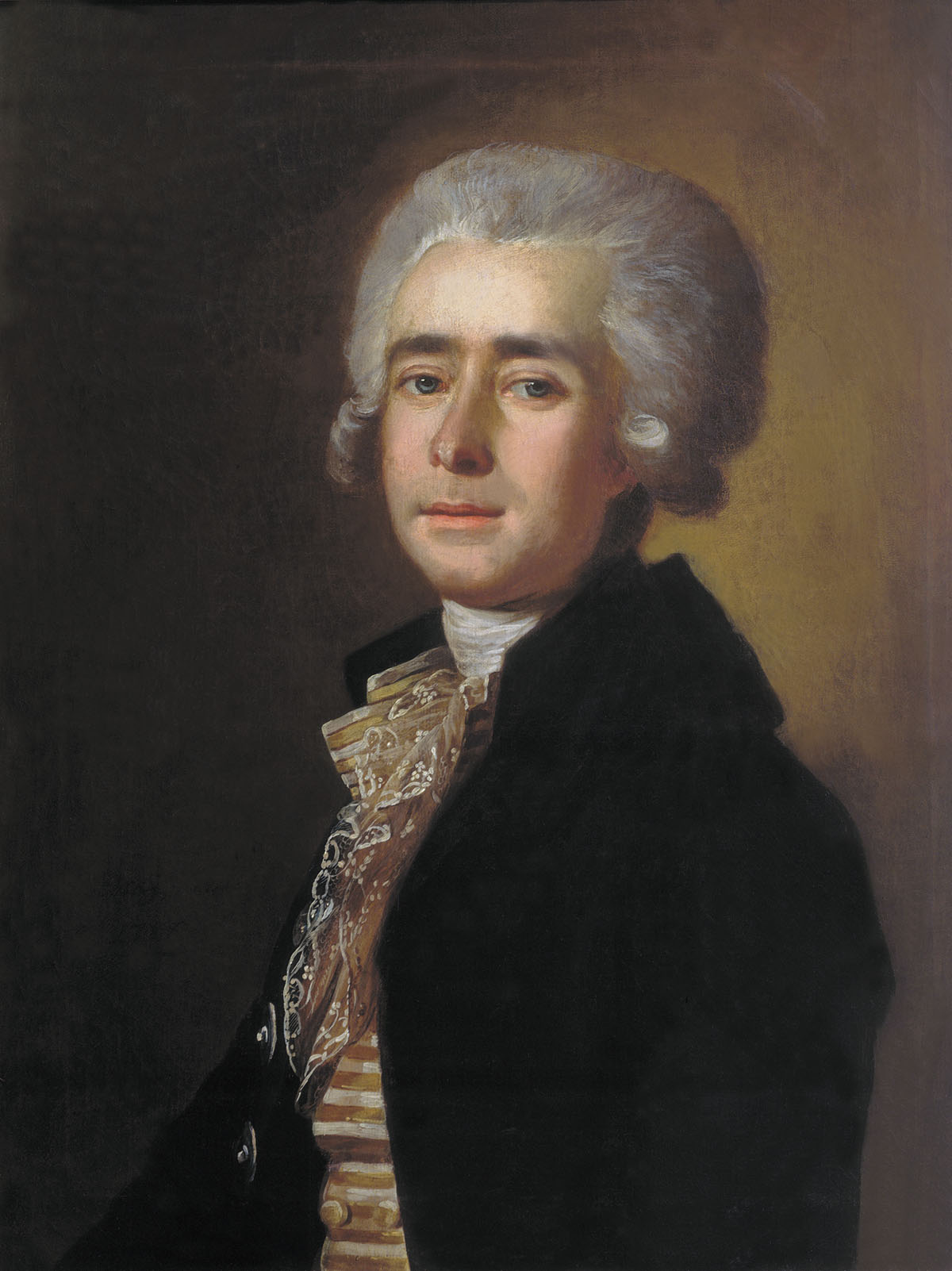
Dmytro Bortnyansky

وبعد العرض الأول، لأسباب مجهولة، اختفت النوتة الموسيقية، وظلت مفقودة طيلة 250 سنة، إلى أن أحضرتها إلى أوكرانيا الباحثة الموسيقية الأوكرانية أولها شوميلينا سنة 2023 بعد أن عثرت عليها في أرشيف مكتبة أجودا في لشبونة، البرتغال.
وقُدم العرض العالمي الأول للأوبرا المُكتشفة المستعادة في شكل احتفالي يوم 11 نوفمبر 2024 في الأكاديمية الدبلوماسية الأوكرانية بوزارة الخارجية الأوكرانية، تحت قيادة المايسترو هيرمان ماكارينكو، فنان اليونسكو من أجل السلام.

## قصة الأوبرا ومضمونها
تدور أحداث الأوبرا في مدينة طيبة في عصور أسطورية قديمة. وتستند إلى الأسطورة الشهيرة عن الملك أوديب، وولديه إيتيوكليس وبولينيس، وابنتيه أنتيغون وإيسمنه. بعد انتحار جوكاستا ونفي أوديب، يبقى العرش شاغرًا، مما يؤدي إلى صراع دموي بين ابنيه.
قتل إيتيوكليس وبولينيس بعضهما البعض في مبارزة من أجل العرش، وأصبح كريون ملكًا لمدينة طيبة باختيار أهلها. يصدر الملك أمرًا بإعداد مراسم شرفية لدفن إيتيوكليس، وترك جثة بولينيس دون دفن. بخلاف ذلك، تقوم أنتيغون، أخت بولينيس المقتول، بدفن أخيها سرًا، فتعاقب بالسجن حيّة داخل كهف. حاول إيمون، ابن الملك كريون، الذي يحبها إنقاذها، لكنه يُتهم بالخيانة، ويُحكم عليه بالإعدام أيضًا.
تُسجن أنتيغون حيّة داخل الكهف، ويتسلل إيمون إلى الكهف ليشاركها مصيرها. يثور الشعب ضد قسوة كريون ويعلن أنتيغون ملكة. يتم تحريرها، وتعفو أنتيغون عن كريون. وتنتهي الأوبرا بأمل في عودة السلام إلى طيبة.

## الخصائص الموسيقية
كُتبت أوبرا «كريونت» وفقًا لتقاليد الأوبرا الإيطالية الصارمة  (opera seria)، ويشار إليها في النص المطبوع عام 1776 بأنها دراما موسيقية  (dramma per musica)، وتتميز ببنية مرقمة تشمل فصلين يحتوي كل منهما على آريات منفردة، وثنائيات والريسيتاتيف ومقاطع كورالية وآلية مفاتيح.
تتطلب الأوبرا مشاركة كورال مختلط بمرافقة أوركسترا تتكون من: الوتريات (كمان أول، كمان ثانٍ، فيولا، تشيللو، كونترباص)، آلات النفخ الخشبية (أوبوانان)، آلات النفخ النحاسية (هورنتان، بوقان)، آلات الإيقاع (تيمباني)، وآلة مفاتيح (هاربسيكورد).

## تاريخ التأليف والعرض
تمزج موسيقى أوبرا «كريونت» بين تقاليد البل كانتو الإيطالية، والطابع الأسلوبي الفردي لدميترو بورتنيانسكي. وتتشابه في أسلوبها مع موسيقى موزارت في الفترة الممتدة من أوبرا «ميتريدات» (1770) إلى أوبرا «إيدومينيو» (1780)، مما يدل على أن تطور الإبداع الأوبرالي لدى كلا المؤلفين قد حدث تحت تأثير المدرسة الإيطالية.
يُعتبر دميترو بورتنيانسكي مؤلفًا لست أوبرات تُعد من أبرز إنجازاته الفنية، وقد ألّف ثلاثًا منها أثناء إقامته في إيطاليا، بينها أولى أوبراته «كريونت»، وكان حينها في الخامسة والعشرين من عمره. وقد شكّل هذا العمل خلاصة دراسته لدى المايسترو الإيطالي الشهير بالداساري غالوبّي (1706–1785)
قُدم العرض الأول لأوبرا «كريونت» في 26 نوفمبر 1776 بمدينة البندقية في مسرح «سان بنديتو»، وظل يُقدّم طوال موسم 1776–1777 المسرحي. وقد حظيت الأوبرا بنجاح لدى الجمهور الإيطالي آنذاك، المعروف بذوقه الرفيع ومعرفته الواسعة. وكان من المقرّر عرضها في بلدان أوروبية أخرى، لكن، ولأسباب مجهولة، اختفت النوتة الموسيقية، وبقيت مفقودة لحوالى 250 سنة.

## اكتشاف النوتة، والعرض العالمى الأول
عُثر على مخطوطة أوبرا «كريونت» في لشبونة في مكتبة أجودا التي تُحفظ فيها مجموعات موسيقية تعود إلى البلاط الملكي البرتغالي. وقد أُشير إلى وجود أوبرا دميترو بورتنيانسكي في وصف مجموعة الأوبرا الملكية منذ عام 1803، كما نُشرت المعلومات المتعلقة بها في الفهرس المطبوع لمخطوطات المكتبة الوطنية البرتغالية عام 1958.
تتألف المخطوطة من كتابين (كل فصل له كتاب)، ويبلغ مجموعها 270 ورقة أو 540 صفحة.
في عام 2023، أحضرت الباحثة الموسيقية الأوكرانية، الأستاذة في قسم نظرية الموسيقى في الأكاديمية الوطنية للموسيقى بمدينة لفيف، أوكرانيا، الدكتورة في علوم الفن أولها شوميلينا، نسخًا من هذه المخطوطة إلى أوكرانيا بهدف دراستها، وإعادة إحيائها على خشبة المسرح.
تم فحص المخطوطة بعناية، ورقمنتها، وتكييفها لتتناسب مع متطلبات الأداء الموسيقي الحديث. وقد نُقلت إلى شكل احتفالي. وقُدم العرض في مدينة كييف، عاصمة أوكرانيا، تحت رعاية الأكاديمية الدبلوماسية الأوكرانية التابعة لوزارة الخارجية الأوكرانية، بدعم من وزارة الخارجية نفسها، وكذلك بدعم من منظمة اليونسكو، ومؤسسة «أوروبا نوسترا»، واللجنة الوطنية الأوكرانية لشئون اليونسكو.
وتولى القيادة الموسيقية وقيادة العمل للعرض المايسترو هيرمان ماكارينكو، صاحب مشروع «عودة أول أوبرا لدميترو بورتنيانسكي «كريونت» إلى العالم«
أدى دور كريونت في العرض الأول السيد سيرهي بورتنيك، ودور أنتيغون السيدة أولها فوميتشوفا، ودور إيمون السيد دانييلو كوتوك، ودور أدرست السيد ستانيسلاف باشوك، ودور إيسمنه السيدة مارهاريتا بيلوكيز، بمشاركة فرقة الكابيلا الأكاديمية الوطنية «دومكا» وفرقة الأوركسترا الرئاسية الوطنية بقيادة المايسترو هيرمان ماكارينكو، مع عازفة الهاربسيكورد أولها شادرينا-ليتشاك.